# Gipsy Kings

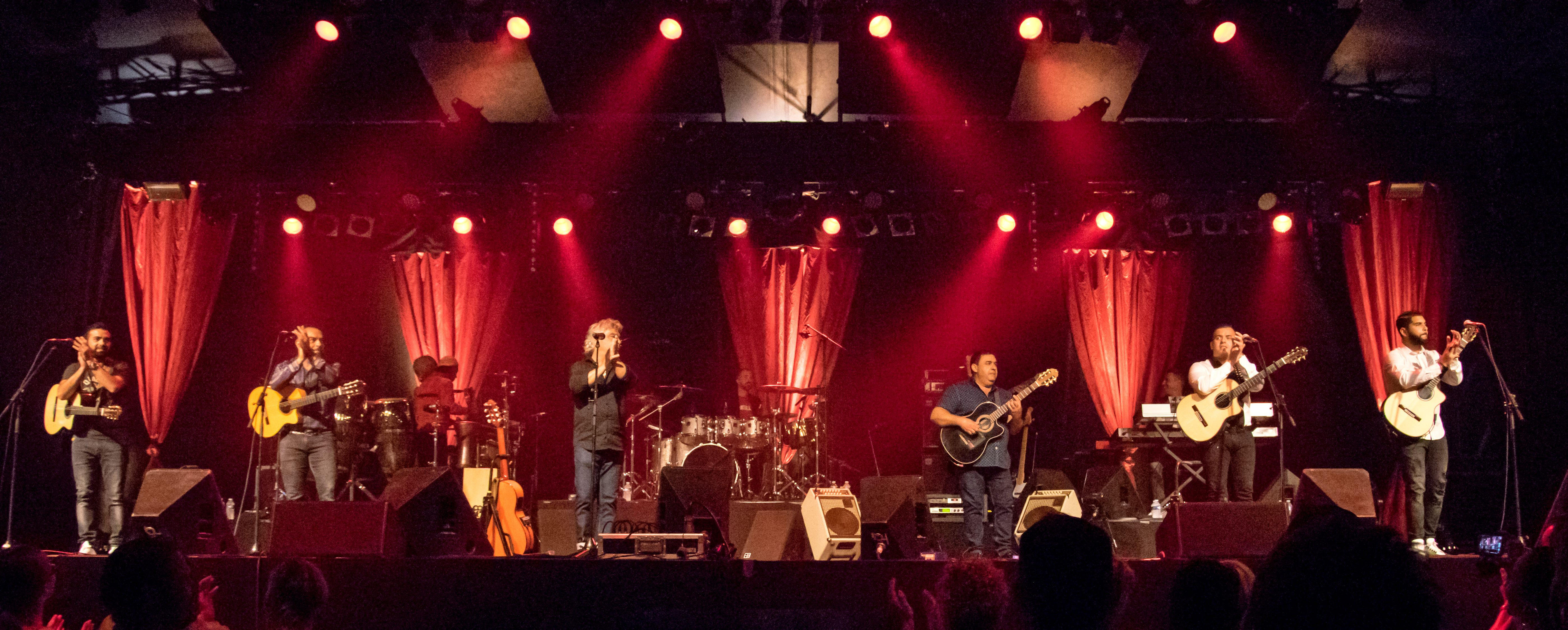
Zelt-Musik-Festival em 2016 Freiburg, Alemanha

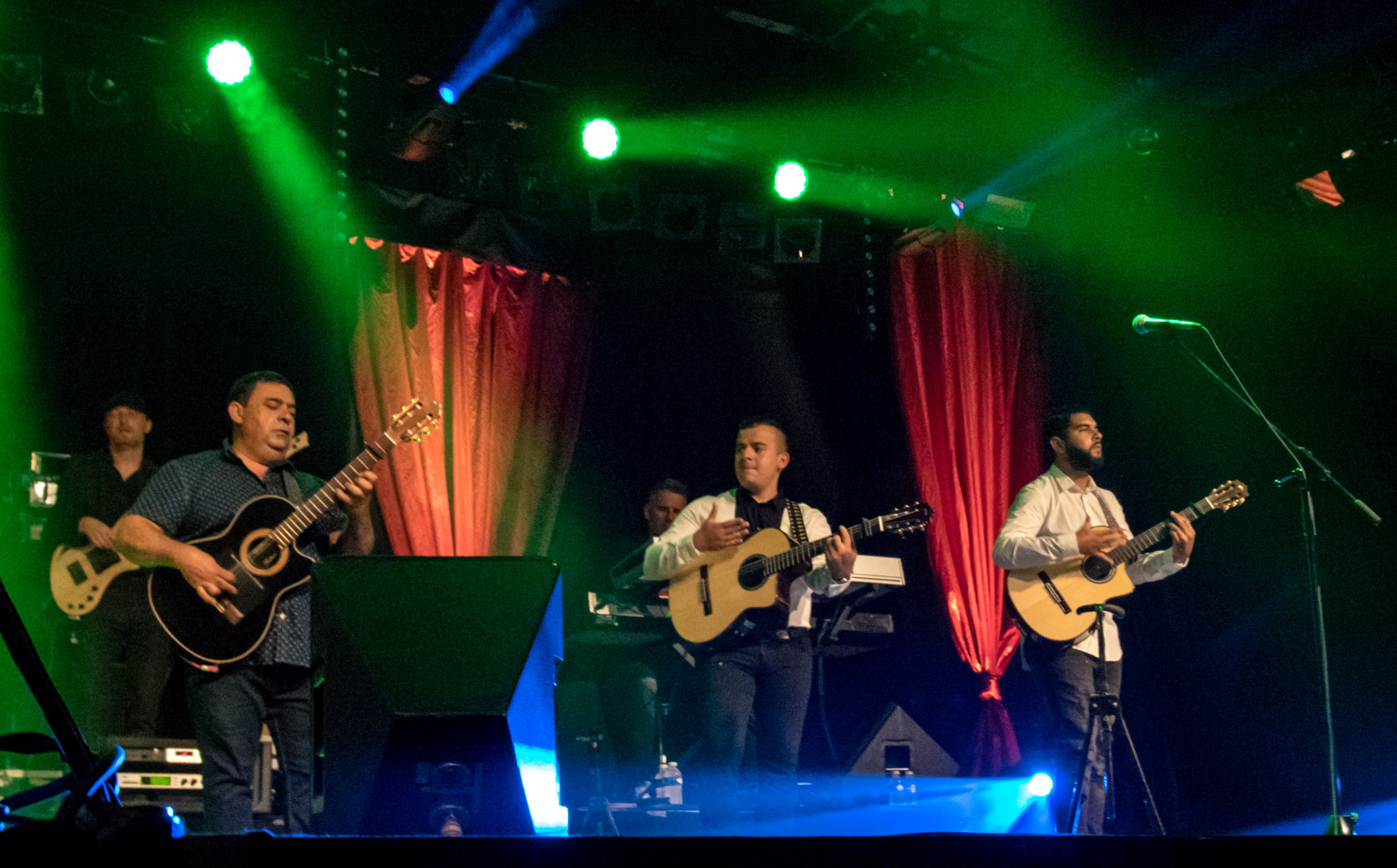
Zelt-Musik-Festival em 2016

Os Gipsy Kings é um grupo musical composto por ciganos que tocam rumba flamenca, um estilo musical variante do flamenco tradicional. Foi formado em 1979 na cidade de Arles, na França.

## História
Os pais dos membros do grupo fugiram da Catalunha, na Espanha, para o sul da França durante a Guerra Civil Espanhola (1936-1939). Na década de 1960, os primos Jose Reyes e Manitas de Plata compuseram um duo de rumba flamenca de grande sucesso. Na década seguinte, Jose Reyes se juntou a seus filhos Nicolas e Andre para formar a banda Los Reyes, que tocava em casamentos, festas, festivais e nas ruas das cidades do sul da França. Com a morte de Jose Reyes em 1979, Tonino Baliardo, filho de Manitas de Plata, se juntou ao grupo. O nome do grupo, então, veio a ser mudado para a sua tradução para o inglês, acrescido do adjetivo gipsyː Gipsy Kings ("Reis Ciganos"). Os Gipsy Kings ganharam grande notoriedade com o seu álbum Gipsy Kings (1987), no qual havia vários sucessos do grupo, como "Djobi Djoba", "Bamboleo" e "Un Amor". A música "Volare", no seu segundo álbum Mosaique, é uma versão do hit "Nel Blu Dipinto Di Blu", do italiano Domenico Modugno.
Os Gipsy Kings foram e ainda são enormemente populares na França independentemente do criticismo dos puristas flamencos. Os Gipsy Kings foram um sucesso na maioria da Europa Ocidental, especialmente na França e no Reino Unido. Em 1989, o álbum Gipsy Kings foi lançado nos Estados Unidos, onde manteve-se por 40 semanas nas paradas musicais, sendo um dos raríssimos álbuns em espanhol a conseguir tal proeza. Em janeiro de 1991, Chico Bouchikhi deixou a banda. Nesse mesmo ano, os Gipsy Kings tocaram guitarra flamenca para a versão de Long Train Running (música original dos Doobie Brothers) interpretada por Bananarama, usando o pseudônimo "Alma de Noche" ("Alma da Noite"). A versão cover do grupo para a música 'Hotel California' é excelente exemplo do chamado "solo rápido de guitarra clássica" e do "dedilhado flamenco" (tal versão aparece no filme dos Irmãos Coen intitulado The Big Lebowski, de 1998). 

## Integrantes
Os Gipsy Kings são membros de duas famílias: os Reyes e os Baliardo, que são parentes do grande músico flamenco Manitas de Plata. O vocalista principal, Nicolas Reyes, é filho do grande músico flamenco Jose Reyes. Os Gipsy Kings actualmente são compostos por:
- Nicolas Reyes - vocalista principal
- Tonino Baliardo - guitarrista principal

### Ex-integrantes
- Chico Bouchikhi - foi membro do grupo até janeiro de 1991.[2]
- Patchai Reyes - foi membro do grupo no álbum Love & Liberté.
- Andre Reyes - foi membro do grupo até janeiro de 1995
- Diego Baliardo - foi membro do grupo até janeiro de 1995

## Discografia

### Álbuns de estúdio
- Luna de Fuego (1983)
- Gipsy Kings (1987)
- Allegria (1989)
- Mosaique (1989)
- Este Mundo (1991)
- Love & Liberté (1993)
- Estrellas (1995)
- Compas (1997)
- Somos Gitanos (2001)
- Roots (2004)
- Pasajero (2006)
- Savor Flamenco (2013)

### Ao vivo
- Live (1992)

### Compilações
- Greatest Hits (1994)
- Cantos de Amor (1995)
- Volare:The Very Best of Gipsy Kings - álbum duplo (2000)
- The Very Best of Gipsy Kings (2005)